# 深桑达
深圳桑达实业股份有限公司 （公司简称：深桑达A，深交所：000032）是中国一家从事通信设备制造、国内商业、物资供销业的上市公司。公司总股本23286.432万股（2009年）。
公司总部位于深圳市南山区科技园科技路1号桑达科技大厦15—17楼，法人代表为张永平。